# Гребля Челіф
Гребля Челіф – гідротехнічна споруда на півночі Алжиру.
Греблю спорудили на уеді Челіф (Cheliff), який бере початок ще на схилах Сахарського Атласу, перетинає Високі плато, потім проривається через південну споруду Тель-Атласу та тривалий час тече між хребтами Тель-Атласу у західному напрямку, допоки не долає північний хребет та впадає до Середземного моря за сім десятків кілометрів на схід від Орану. Споруда знаходиться у нижній течії Челіфу, там де він проривається до моря. 
Споруда є частиною великого проекту водопостачання міст Мостаганем, Арзу та Оран. Оскільки ємність сховища греблі Челіф недостатня для проекту, частина ресурсу спрямовується до водосховища греблі Керрада, що створене на відстані 8 км на правобережжі Челіфу.  
В межах проекту долину уеду перекрили земляною греблею висотою 38 метрів та довжиною 420 метрів. Праворуч від неї облаштована бетонна ділянка завдовжки біля вісімдесяти метрів із чотирма водопропускними шлюзами.
Гребля утворила водосховище об’ємом 50 млн м3, з яких 30 млн м3 відносяться до корисного об’єму.
Будівництво греблі та інших елементів системи припало на 2007 – 2013 роки.